# 西尾道駅
西尾道駅（にしおのみちえき）は、かつて広島県尾道市天満町5に位置していた、尾道鉄道の駅（廃駅）である。

## 概要
単式ホーム1面1線の地上駅で、木造の駅舎を設けていた。尾道鉄道の開業当時、まだ線路は尾道駅まで達しておらず、当駅が始点となっており、社屋も当駅近傍に置かれた。0kmポストも当駅に置かれた。
戦後の1951年（昭和26年）から、国鉄尾道駅と当駅の西側にある東洋繊維（現・トスコ）尾道工場との間で直通貨物輸送が行われたが、そのための軌道が当駅から分岐していた。上述の通りホームそのものは単式ホームとなっているが、参考資料によると、交換可能駅とされており、その線形図を見ると、ホームから離れた地点で交換可能な線形となっている。
鉄道路線廃止後、駅跡は、（鉄道事業廃止後も数年間営業を続けた）バス事業の譲渡先である中国バスの関連会社が経営するホテルの駐車場になっていたが、2017年現在、そのホテルも解体され、マンションとなっている。

## 歴史
- 1925年（大正14年）11月1日：開業[3]。
- 1964年（昭和39年）8月1日：尾道鉄道廃止に伴い閉鎖。

## 現在の駅周辺
- 若宮神社
- エディオン尾道店
- イオン尾道店
- 尾道迎賓館

## 隣の駅
尾道鉄道
尾道鉄道線
尾道駅　- （仮）御所橋駅 - 西尾道駅 - 地方事務所裏駅